# Буллар, Сим
Гурсимран Сингх (Сим) Буллар (англ. Gursimran Singh "Sim" Bhullar; род. 2 декабря 1992, Торонто) — канадский профессиональный баскетболист, выступающий за команду Hsinchu JKO Lioneers, Тайвань. Он играл в баскетбол в университете New Mexico State University и стал первым игроком индийского происхождения, сыгравшим в НБА. При росте 7 футов 5 дюймов (226.06 сантиметров) он также стал шестым самым высоким игроком в истории НБА, сравнявшись по этому показателю с Чаком Невитт и Павлом Подкользиным.

## Карьера в старшей школе
Буллар родился в Торонто, Онтарио, вырос в Брамптоне и посещал католическую среднюю школу отца Генри Карра в Этобикоке, Торонто, а затем переехал в Солтсбург, Пенсильвания, для прохождения учёбы в школе Киски (англ. The Kiski School) в 2009/10 учебном году. В том году Буллар сделал почти трипл-дабл за баскетбольную команду Киски, набрав 16 очков, 14 подборов и восемь блок-шотов за игру. На турнире FIBA Americas среди юношей до 18 лет летом 2010 года Буллар впечатлил своим ростом и игрой. В матче против США Буллар, выйдя со скамейки запасных, набрал 14 очков, четыре подбора и три блок-шота.
В конце ноября 2010 года, в середине баскетбольного сезона Киски, Буллар ушел из Киски и перевелся в подготовительную школу Хантингтона в Западной Виргинии. В Хантингтоне Буллар улучшил свою физическую форму, сбросив вес с 367 фунтов (166 кг) до 330 фунтов (150 кг).

## Карьера в университете
Первоначально Буллар намеревался играть за Университет Ксавье в Цинциннати, штат Огайо, но в августе 2011 года отказался от участия, чтобы играть за New Mexico State Aggies men’s basketball. Узнав, что ему придется платить за обучение в университете Ксавье 42 000 долларов в год, семья Булаара была вынуждена отказаться.
В течение своего первого сезона Буллар играл 24,4 минуты за игру, набирая в среднем 10,1 очков, 6,7 подборов и 2,4 блок-шота за игру. На втором курсе он улучшил свою результативность до 26,3 минут за игру, набирая 10,4 очков, 7,8 подборов и 3,4 блок-шота за игру.
В апреле 2014 года Буллар выставил свою кандидатуру на драфте НБА, отказавшись от двух последних лет обучения в университете.

## Профессиональная карьера

### «Сакраменто Кингз» и «Рино Бигхорнс» (2014—2015)
После того, как Буллар не был выбран на драфте НБА 2014 года, он присоединился к «Сакраменто Кингз» в Летней лиге НБА 2014 года. 14 августа 2014 года он подписал контракт с «Кингз», став первым игроком индийского происхождения, подписавшим контракт с командой НБА. Однако 19 октября «Кингз» отказались от него после участия в двух предсезонных играх.
2 ноября 2014 года он был приобретен командой «Рино Бигхорнс» из Лиги развития НБА в качестве аффилированного игрока «Кингз». 6 декабря Буллар дебютировал в Лиге развития и набрал четыре очка, восемь подборов и шесть блок-шотов, проиграв со счетом 141—140 команде «Лос-Анджелес Ди-Фендерс». 22 февраля 2015 года он сделал свой первый в карьере трипл-дабл, набрав 26 очков, 17 подборов и 11 блок-шотов в матче против «Лос-Анджелес Ди-Фендерс».
2 апреля 2015 года Буллар подписал 10-дневный контракт с «Сакраменто Кингз». Пять дней спустя он вошел в историю, выйдя в четвертой четверти на заключительные 16,1 секунд в победной игре против «Миннесотой Тимбервулвз» (116—111), став первым игроком индийского происхождения, сыгравшим в матче НБА. Он набрал свои первые два очка 8 апреля, в игре проиграв «Юта Джаз». «Кингз» не продлили контракт с Буллар после истечения его 10-дневного контракта. В июле 2015 года Буллар снова присоединился к «Кингз» в Летней лиге НБА 2015 года. Сыграв всего одну игру за «Кингз», Буллар покинул команду, чтобы играть за национальную сборную Канады на Панамериканских играх.

### «Рэпторс 905» (2015—2016)
31 октября 2015 года Рэпторс 905 из «Лиги развития национального баскетбола» приобрела Буллара. В 39 играх за «Рэпторс 905» в сезоне 2015-16 он набирал в среднем 9,6 очков, 6,9 подборов, 1,1 передачу и 1,3 блок-шота за игру.

### «Dacin Tigers» (2016—2017)
26 августа 2016 года Буллар подписал контракт с «Dacin Tigers» из Super Basketball League.

### «Guangxi Rhino» (2017)
27 апреля 2017 года Буллар подписал контракт с Guangxi Rhino из Национальной баскетбольной лиги.

### «Hsinchu JKO Lioneers» (с 2021)
22 октября 2021 года Буллар присоединился к «Hsinchu JKO Lioneers».

## Карьера в национальной сборной
Буллар играл за сборную Канады на FIBA Americas среди юношей до 18 лет 2010 года, где в среднем за игру набирал 6,0 очков и делал 3,8 подбора, проведя пять игр. Канада завоевала бронзовую медаль. Затем Буллар играл за сборную Канады на Чемпионате мира юноши до 19 лет 2011 года. В шести играх он набирал в среднем 12,3 очков и 6,3 подбора за игру. Канада заняла 11-е место с результатом 3-5.

## Личная жизнь
Родители Буллара переехали в Канаду из штата Пенджаб, Индия. Его отец, Автар, имеет рост 6 футов 4 дюйма (193 см), а мать, Вариндер, — 5 футов 10 дюймов (178 см). Ни один из родителей не занимался баскетболом, пока не записал своих сыновей в местные молодежные баскетбольные программы. Сам Автар рос, играя только в кабадди, традиционный индийский контактный вид спорта. В подростковом возрасте Буллар вел обычную жизнь, устроившись в 16 лет на работу в Dunkin' Donuts. У Буллара есть старшая сестра, Авнит, и младший брат, Танвир, рост которого составляет 7 футов 2 дюйма (218 см) и который играл в баскетбол за команду «New Mexico State», а затем за команду «Missouri State Bears basketball».